# Documents Palestine
Pour les articles homonymes, voir Palestine.
Les documents Palestine sont des documents secrets sur les négociations de paix israélo-palestiniennes, révélés par Al Jazeera et appelés en anglais The Palestine Papers. Les documents détenus par la chaine d'information sont publiés à partir du 23 janvier 2011 dans la soirée, et fourniraient « les vrais détails tenus secrets des négociations entre l'Autorité palestinienne et Israël pendant la décennie écoulée ». Al-Jazira affirme que les documents divulgués sont corroborés par « des comptes rendus de rencontres, des mémos internes et des documents originaux ». Un site web consacré à la présentation de ces « révélations » a été mis en ligne par Al-Jazira,,.
Présentés comme un scoop exceptionnel en partenariat avec le quotidien britannique The Guardian, ces documents seraient au nombre de 1 684, et se composeraient de 275 séries de procès-verbaux, 690 courriels internes, 153 rapports et études, 134 ensembles de points de discussion et des notes de préparation pour les réunions, 64 projets d'accords, 54 cartes, diagrammes et graphiques, et 51 non-papiers. Ils constitueraient selon Al-Jazira qui entend les rendre publics dans leur intégralité, « la plus importante fuite dans l'histoire du conflit israélo-palestinien ». Ces documents divulgueraient entre autres, des comptes-rendus de négociations israélo-palestiniennes. Al-Jazira a déjà rendu publics des extraits qui prouveraient, d'après elle, que les négociateurs palestiniens étaient prêts à faire des concessions cruciales aux Israéliens tout en montrant une attitude de fermeté publiquement. Les documents porteraient notamment sur des réunions de coordination sécuritaire entre Israël et les représentants de l'Autorité palestinienne et des propositions faites par cette dernière dans le cadre des négociations sur Jérusalem et le sort des réfugiés,.

## Contenus des documents
Selon la chaine qatarie les documents en sa possession démontreraient les points suivants :
- Les négociateurs palestiniens auraient accepté de renoncer à leurs revendications concernant le « quartier juif et une partie du quartier arménien » situés à l'intérieur des murs de la vieille ville de Jérusalem.

- Des dirigeants israéliens auraient approché secrètement certains citoyens arabes israéliens afin de savoir s'ils seraient prêts à quitter Israël pour un État palestinien, si un tel État est établi.

- Les Palestiniens auraient accepté qu'Israël annexe tous les quartiers juifs de Jérusalem-Est, à l'exception de Har Homa.

- L'ancien Premier Ministre israélien, Ehoud Olmert, aurait déclaré en août 2008, qu'Israël reconnaissait la souffrance du peuple palestinien, mais n'accepterait pas d'en prendre la responsabilité ni de verser des indemnités. Il aurait par ailleurs suggéré qu'Israël annexe 6,8 % de la Cisjordanie, y compris les quatre grands blocs d'implantations de Goush Etzion, en plus des quartiers juifs de Jérusalem-Est. En contrepartie les Palestiniens aurait reçu 5,5 % du territoire israélien. Il aurait aussi proposé que le passage entre Gaza et la Cisjordanie soit sous le contrôle conjoint d'Israël et de l'Autorité palestinienne.

- D'autres documents prouveraient la coopération étroite entre les forces de sécurité israéliennes et palestiniennes, ce qui laisserait supposer que des responsables de l'Autorité palestinienne auraient été informés au préalable par Israël de l'opération « Plomb durci » lancée par Tsahal dans la bande de Gaza fin 2008. Cette information est démentie sur les ondes de la radio publique par le général de réserve israélien Amos Gilad[5].

- Des minutes de discussions montreraient que les Palestiniens auraient exprimé leur volonté de céder des territoires en Cisjordanie et Jérusalem-Est, y compris les  grands blocs d'implantations israéliens en échange de territoires israéliens au nord de la vallée du Jourdain, au sud d'Hébron et à l'est de la bande de Gaza, et de reconnaitre la souveraineté d'Israël sur les quartiers juifs de Jérusalem intra-muros, de Talpiot-Est, Gilo, Givat Zeev au nord de la capitale israélienne.

- Un document daté de janvier 2010, contiendrait le compte-rendu d'une déclaration de Saeb Erekat à l'envoyé spécial américain au Moyen-Orient, George Mitchell, dont les termes seraient que « les Palestiniens ont accepté de donner à Israël le "Grand Jérusalem, le plus grand Jérusalem dans l'histoire du peuple juif. » et que « le reste de la vieille ville sera sous autorité palestinienne, nous pouvons discuter du mont du Temple, il existe des moyens créatifs de traiter cette question, par exemple un comité où l'autorité [palestinienne] prendrait part aux des décisions [qui seraient prises] là-bas. » En outre, Saeb Erekat aurait affirmé que les Palestiniens sont convenus d'accepter un État palestinien démilitarisé. « Que pouvons-nous faire ? » aurait-il déclaré à George Mitchell.

- Les documents prouveraient également qu'en 2008, Ahmed Qoreï, aurait proposé à l'ex-ministre des Affaires étrangères israélienne, Tzipi Livni, que Maale Adumim passe sous le contrôle de l'Autorité palestinienne. Tzipi Livni aurait répondu que l'offre était "irréaliste" et que "les Palestiniens allaient tuer les "colons"", dès le lendemain". "Donc, retirez-les, comme vous l'avez fait à Gaza", aurait répliqué Ahmed Qoreï. "Nous allons déplacer de nombreux "colons"" aurait déclaré Tsipi Livni. Saeb Erekat, qui aurait été également présent à cet entretien, aurait ajouté "Je suis d'accord avec Tzipi. Nous ne voulons pas que les Palestiniens deviennent des Israéliens ou les Palestiniens deviennent Israéliens". Mais Ahmed Qoreï aurait déclaré qu'il ne se souciait [pas de la question] si les "colons" devenaient des citoyens palestiniens. "Qu'ils restent", aurait-il déclaré[6],[7].

- Une autre citation de propos qui auraient été tenus par Ahmed Qoreï contenue dans ces documents serait dans un compte-rendu d'une discussion ayant eu lieu en 2008 avec Tzipi Livni, dans laquelle, Ahmed Qoreï lui aurait demandé de « renforcer le blocus israélien imposé à Gaza »[5].

## Réactions aux révélations

### Réactions israéliennes
Avigdor Lieberman, le ministre israélien des affaires étrangères, considère que les documents démontrent que malgré de "nombreuses concessions"  faites par un "gouvernement israélien de gauche" il n'a pas été permis d'atteindre un accord de paix avec les Palestiniens.
Haïm Ramon, vice-Premier ministre dans le gouvernement Olmert, et député du parti Kadima (centre-gauche), a estimé en réaction à la publication de ces documents que bien que l'Autorité palestinienne soit pour Israël, «un véritable partenaire pour la paix», il faudrait que l'Autorité palestinienne «la recherche sincerement».

### Réactions palestiniennes
Saeb Erekat, l'actuel[Quand ?] négociateur en chef palestinien, et Mahmoud Abbas, le président de l'Autorité palestinienne, présentent les documents comme mensongers, et s'en prennent à Al-Jazira. Le 12 février 2011, il démissionne de ses fonctions au sein de l'Autorité palestinienne expliquant que sa démission est la conséquence de la "responsabilité qu'il assumait pour le vol de documents dans son bureau", documents qui selon lui ont été « falsifiés » intentionnellement. À la suite de la publication de ces documents Saeb Erekat avait  accusé Al-Jazira de tenter de déstabiliser l'Autorité palestinienne et de vouloir provoquer «une révolution contre ses dirigeants afin de faire tomber le système politique palestinien».
Yasser Abed Rabbo, secrétaire de l’OLP et conseiller de Mahmoud Abbas considère que la publication de ces documents par Al Jazira a pour but de «discréditer l’Autorité palestinienne et son président.», il a accusé directement l'Émir du Qatar, Hamed Ben Jassem, d'être l'instigateur d'une «campagne politique contre Mahmoud Abbas», il a par ailleurs fait remarquer que le Qatar devrait s'appliquer à lui-même ses exigences de transparence en révélant sa coopération avec les États-Unis dans l'espionnage des pays du Golfe à partir des bases américaines au Qatar.», il a aussi ajouté que le Qatar devrait rendre publiques ses relations avec Israël et rendre des comptes sur son financement d'organisations terroristes.
Riyad al-Maliki, ministre des affaires étrangères de l'Autorité palestinienne a déclaré que le but d'Al-Jazira est « d'aider Israël à liquider l'Autorité palestinienne ».
Bassam Zakarneh, un responsable de l'Autorité palestinienne a déclaré que l'OLP est en possession de documents démontrant que Hamed Ben Jassem aurait informé Israël au sujet d'une cargaison d'armes de contrebande à destination de Gaza commanditée par Yasser Arafat en 2002, information qui conduisit à l'arraisonnement du navire par les commandos marins israéliens de la "Shayetet 13" et de la saisie des armes s'y trouvant.».
Sami Abou Zouhri, porte-parole du Hamas à Gaza a déclaré que «ces documents secrets sont graves et montrent l'implication de l'Autorité du Fatah dans les tentatives de liquidation de la cause palestinienne.» en référence aux révélations concernant les questions de Jérusalem et des réfugiés.

### Réactions internationales
Le département d'État américain, a quant à lui affirmé par la voix de son porte-parole, Philip Crowley, que le gouvernement américain n'est pas en mesure de confirmer la véracité des documents mais qu'il les étudiait.